# Strumigenys paranetes
Strumigenys paranetes är en myrart som beskrevs av Brown 1988. Strumigenys paranetes ingår i släktet Strumigenys och familjen myror. Inga underarter finns listade i Catalogue of Life.